# Camille Desmoulins
Lucie Simplice Camille Benoist Desmoulins (Guise, 2 maart 1760 - Parijs, 5 april 1794) was een advocaat, journalist, republikein en Frans revolutionair. Hij had een zachtaardige inborst maar toonde zich een enthousiast volksmenner en een onhandig politicus. Naar eigen zeggen gaf hij door zijn optreden de aanzet tot de Franse Revolutie.

## Biografie
Desmoulins was de zoon van een hoge officier in het leger. Hij was een schoolkameraad van Robespierre en geïnteresseerd in de Klassieke auteurs, die schreven over de Romeinse Republiek. Hij studeerde rechten aan het Collège-Louis-le-Grand en werd advocaat in Parijs. Desmoulins was geen goed redenaar en stotterde bij een openbaar optreden, maar met de pen in de hand was hij onweerstaanbaar. Desmoulins besloot journalist te worden en gaf in mei en juni enkele pamfletten uit. De graaf de Mirabeau nodigde hem uit om voor zijn krant te schrijven. Door de Franse Revolutie nam zijn leven een totale ommekeer.

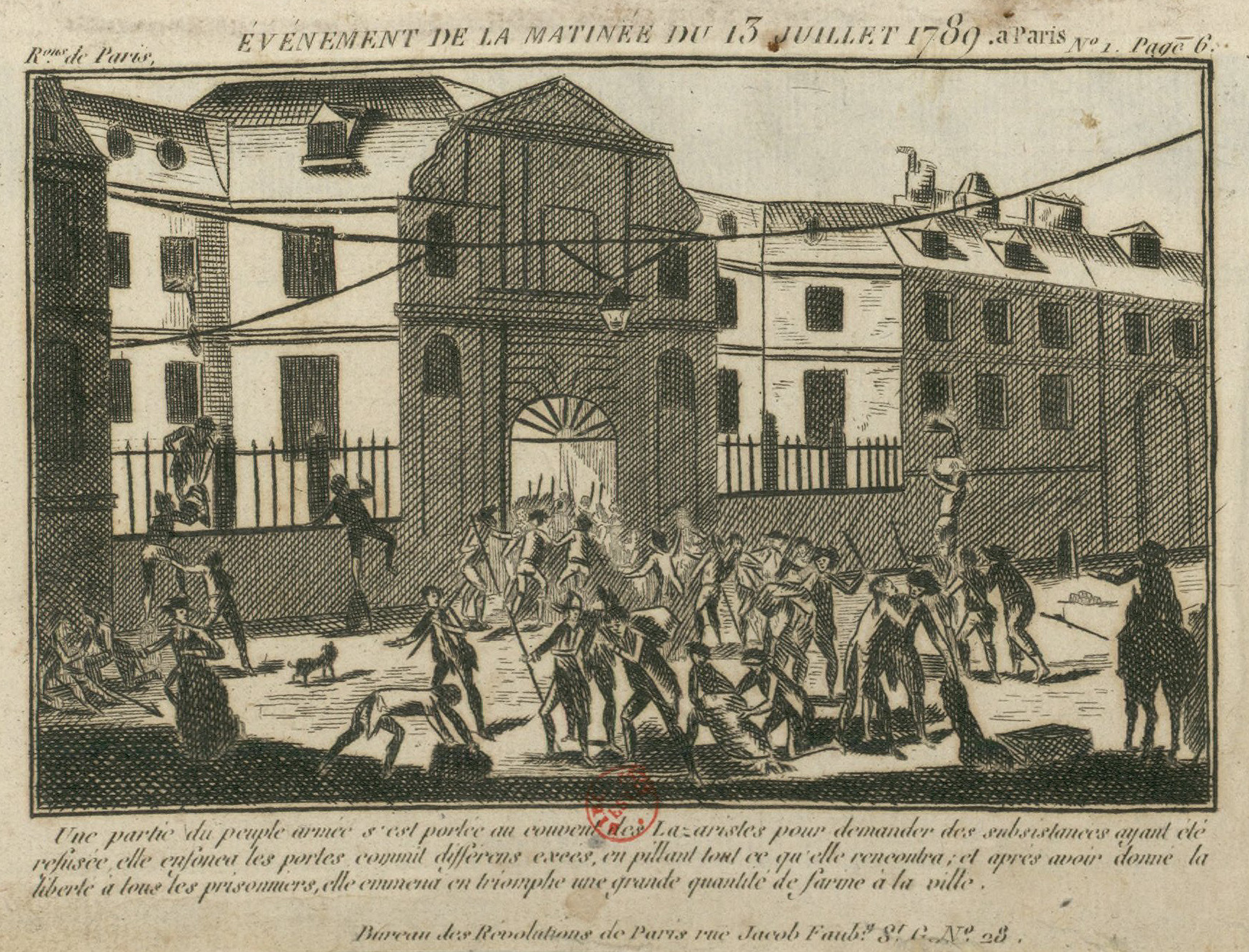
Aanval op het klooster in de Rue de Paradis, 13 juli 1789

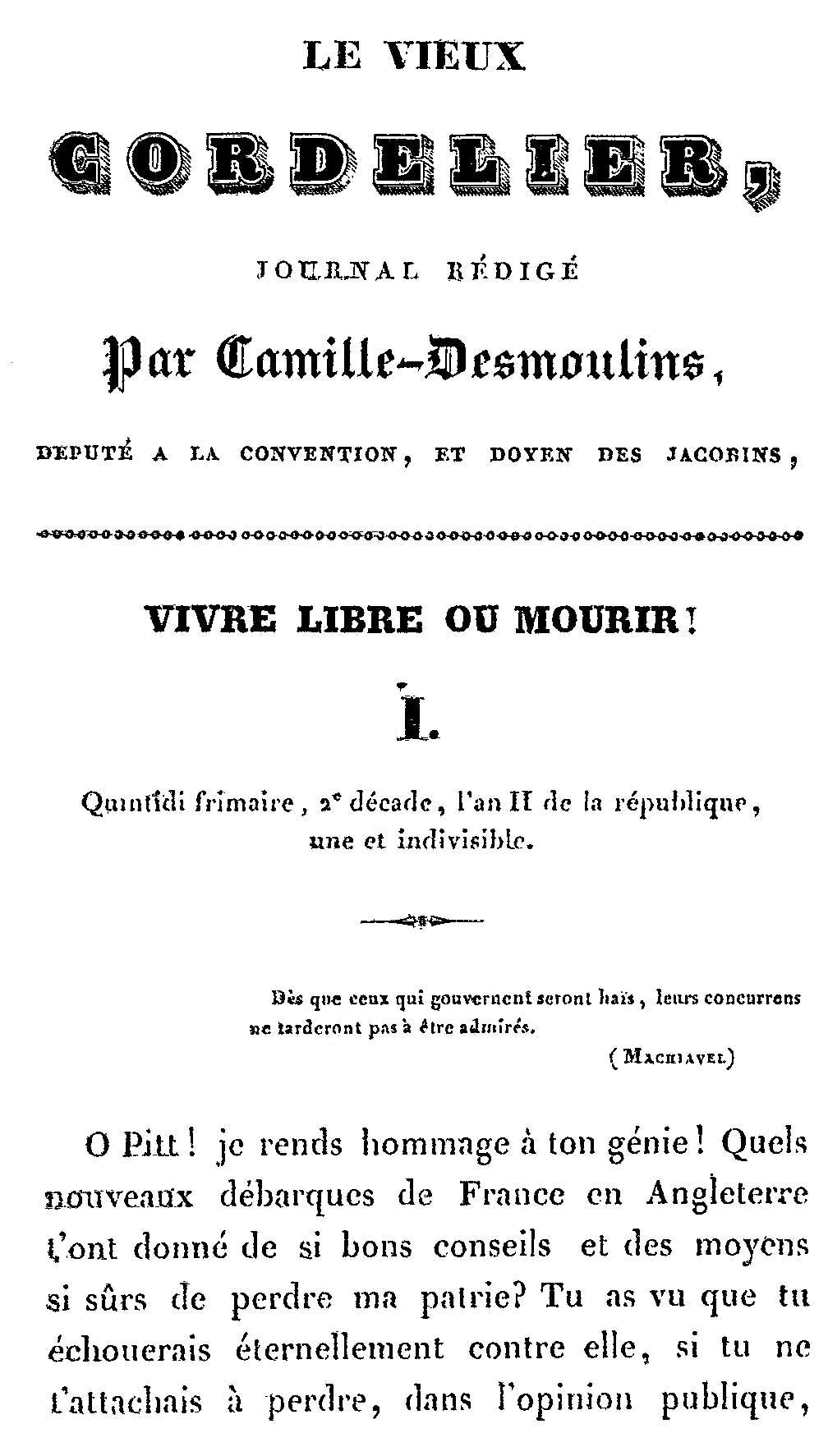
Eerste uitgave Le Vieux Cordelier, 5 december 1793

Naar eigen zeggen gaf hij de aanzet tot de revolutie toen hij op zondag 12 juli 1789 's middags tegen drieën het café Foy uitstormde, nadat het ontslag van Jacques Necker bekend werd. Staande op een tafel in de tuin van het Palais-Royal, de verzamelplaats van de gegoede Parijse burgerij, riep hij dat het volk de wapens ter hand zou moeten nemen en haalde hij om het voorbeeld te geven een pistool tevoorschijn. Hij kreeg een blad van een kastanjeboom aangereikt en stelde voor een groene kokarde te nemen als teken van herkenning. Desmoulins huilde van geluk toen hij de tafel afklom en iedereen hem om de hals viel. De volgende dag bleef de beurs gesloten en werden de Parijse wapenwinkels geplunderd. Een wapenhandelaar zou later verklaren dat er dertig keer bij hem ingebroken werd. De douanekantoren aan de rand van de stad, gebouwd door Claude-Nicolas Ledoux, kregen het zwaar te verduren. Vervolgens trok men naar een klooster in de Rue de Paradis, een opslagplaats van graan en levensmiddelen. Op 14 juli volgde de plundering van het wapendepot van het Hôtel des Invalides (kanonnen en musketten, maar geen buskruit) gevolgd door de Bestorming van de Bastille, waar het buskruit lag opgeslagen.
Door de Revolutie had Desmoulins geen moeite meer een drukker te vinden. Het meest succesvol was zijn uitgave Révolutions de France et du Brabant, waarin iedere belangrijke gebeurtenis in de provincie werd vermeld, maar hij begon met een fel pamflet, waarin hij pleitte voor een Frankrijk zonder koopbare ambten, zonder erfelijke adel en fiscale privileges.
Desmoulins meende dat de Club der Jacobijnen eenzelfde rol zou spelen bij de verspreiding van het patriottisme als de kerk van Rome bij het christendom. Op 5 augustus 1789 scheen het gedaan te zijn met de gilden. Desmoulins schreef dat in veel zolderkamers de zon zou gaan schijnen, maar dat zou nog anderhalf jaar duren toen de Wet le Chapelier werd ingevoerd. Op 29 december 1790 werd hij gefeliciteerd door Jacques Pierre Brissot, getuige bij zijn huwelijk met Lucile Desmoulins. Brissot hoopte dat zijn vrouw minstens zo volhardend zou zijn voor de algemene zaak als haar echtgenoot.
Al in juli 1791 sprak Desmoulins zich uit voor afschaffing van de monarchie. Hij meende aanvankelijk dat de wederopbouw van Frankrijk slechts voltooid hoefde te worden door wederzijds begrip van volk en koning. Hij rekende af met La Fayette in de vorm van een literaire karaktermoord. Desmoulins publiceerde in 1792 de Rede van de lantaarnpaal tot de Parijzenaars waarin hij het liefst aan iedere lantaarnpaal een aristocraat zag hangen. Het artikel begon met een Bijbeltekst uit Johannes 3: 20. Bij de bestorming van de Tuilerieën op 10 augustus 1792 waren de dames Danton en Desmoulins in tranen. Desmoulins kreeg ruzie met Brissot, die de Jacobijnenclub wilde laten sluiten en de Parijse Commune van 1792 opheffen. Desmoulins viel hem aan in zijn Jean Pierre Brissot démasqué. 
Desmoulins behoorde tot de gematigde cordeliers, een afsplitsing van de jakobijnen. De cordeliers, verantwoordelijk voor de introductie van de leus Vrijheid, gelijkheid en broederschap, splitsten zich na de afschaffing van de monarchie (september 1792) in de dantonisten en de hébertisten.

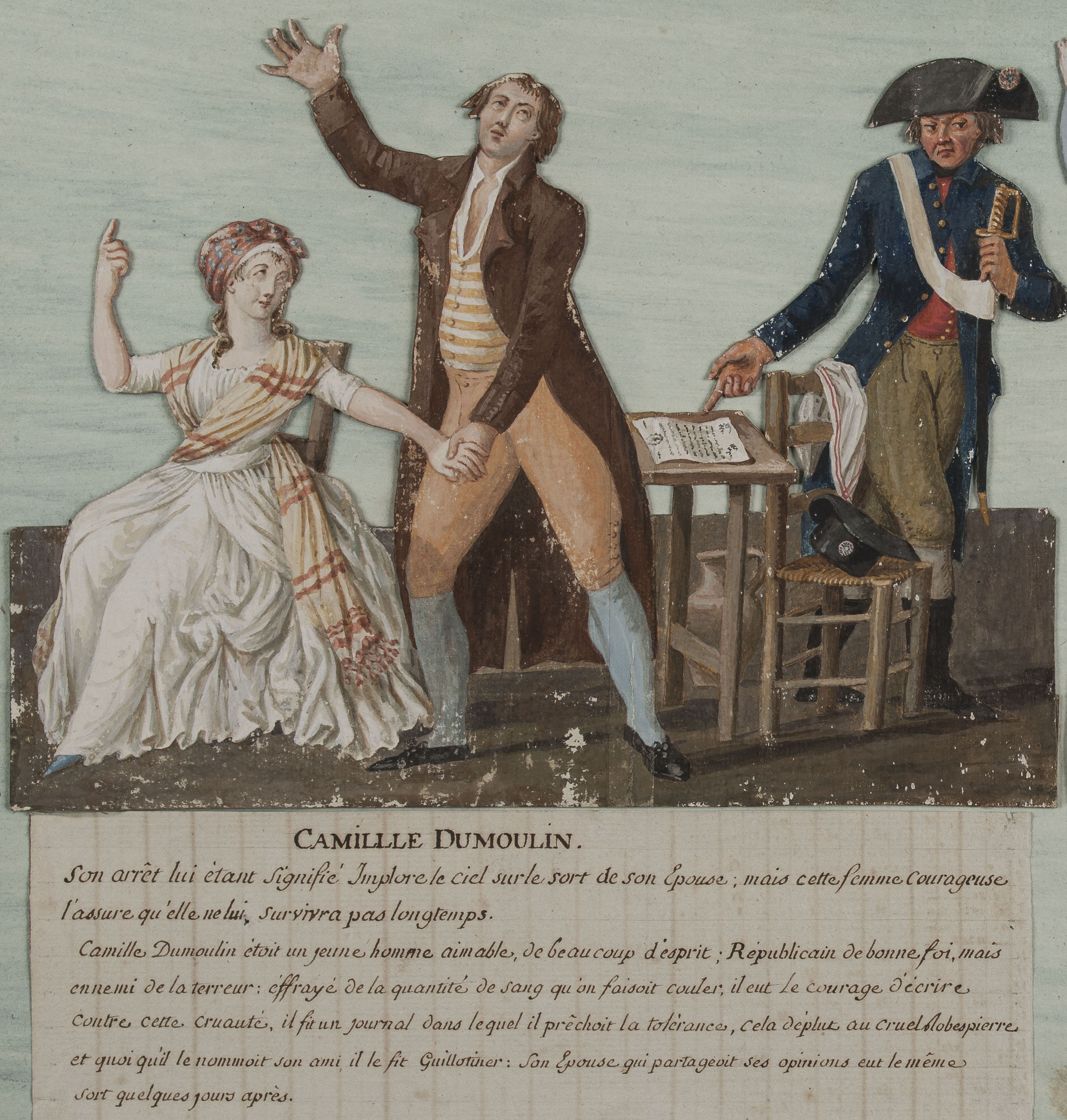
Arrestatie van Desmoulins; links zijn vrouw (J.-B. Lesueur, 1794, Musée Carnavalet)

Danton benoemde Desmoulins op het ministerie van Justitie als zijn secretaris. In december 1793 nam hij het in zijn blad Le Vieux Cordelier op voor weerloze burgers in de gevangenissen, opgesloten als verdacht. Op 5 januari deed hij een aanval op Jacques-René Hébert, die in 1789 nog kaartjesverkoper in het theater was geweest, terwijl Desmoulins een actieve rol in de beginfase van de Revolutie had gespeeld. In het derde nummer van zijn blad pleitte hij voor gratie. Robespierre, inmiddels een man van het midden, vond dat het blad van Desmoulins verbrand moest worden. Desmoulins antwoordde met een zinsnede uit het werk van Jean-Jacques Rousseau: "Verbranden is niet het antwoord." Danton weigerde afstand van Desmoulins te nemen. Op 27 februari eisten de hébertisten de arrestatie van Desmoulins. Op 24 maart werden Hébert en zijn aanhangers gearresteerd door het Schrikbewind. Op 30 maart 1794 werden Desmoulins en Danton gevangengenomen en overgebracht naar de Conciergerie in het Palais de la Cité, waar ze moesten verschijnen voor het Tribunal révolutionnaire.
Op de vraag naar zijn leeftijd, antwoordde Desmoulins: "Mijn leeftijd is die van de goede sansculotte Jezus bij zijn dood, een gevaarlijke leeftijd voor patriotten." Hij werd ter dood veroordeeld en samen met Danton geguillotineerd. Desmoulins verzette zich en schreeuwde klagend om zijn vrouw. Hij riep de toeschouwers op om hem, de eerste apostel van de vrijheid, te hulp te komen. Maar niemand bewoog zich. Een week later werd zijn weduwe, Lucile Desmoulins-Duplessis, naar het schavot gevoerd, door Saint-Just beschuldigd van een samenzwering om de leden van het Comité de Salut Public te vermoorden en haar man vrij te krijgen.

## Secundaire literatuur
- Jules Claretie. Camille Desmoulins, Lucile Desmoulins. Étude sur les Dantonistes. D'après des documents nouveaux et inédites. Paris, Plon, 1875
- Pierre Labracherie. Camille Desmoulins. Grandeur et misère d'une âme ardente. Paris, Hachette, 1948